# أريس كوماندو

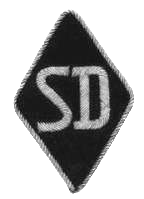

Arajs Kommando (أيضا: Sonderkommando Arajs)، كانت وحدة من الشرطة المساعدة اللاتفية (بالألمانية: Lettische Hilfspolizei)‏ التابعة للشرطة الأمنية الألمانية (SD). قادتها شوتزشتافل والمتعاون فيكتورز أراجس وكانت وحدة قتل سيئة السمعة خلال المحرقة.

## تشكيل - تكوين
بعد دخول اينساتسكوماندو في عاصمة لاتفيا  الاتصال بين فيكتورز أراجس وبريغيجاديه فوهرر والتر ستاهليكر تأسست في 1 يوليو 1941. أمر Stahlecker Arājs بإعداد الكوماندوز الذي حصل على اسم رسمي لشرطة الأمن المساعدة اللاتفية أو Arajs Kommando.  تألفت المجموعة من طلاب وضباط سابقين من ذو توجه يميني متطرف. جميع أعضاء Arajs Kommando كانوا متطوعين، ولهم حرية المغادرة في أي وقت. 

## أنشطة
كما يمكن رؤيته في النشرات الإخبارية النازية المعاصرة، جزء من حملة توثيق لخلق صورة مفادها أن المحرقة في منطقة البلطيق كانت نشاطًا محليًا وليس نازيًا، احتلت Arajs Kommando مكانًا بارزًا في حرق كنيس ريغا العظيم (الجوقة) في 4 يوليو 1941. تم اختيار الاحتفال بهذا الحدث بمناسبة يوم ذكرى الهولوكوست في لاتفيا الحالية.
بلغ عدد الوحدة حوالي 300-500 رجل خلال الفترة التي شاركت فيها في قتل السكان اليهود في لاتفيا، ووصلت إلى ما يصل إلى 1500 فرد ذروة مشاركتها في العمليات المعادية للبارتيزان في عام 1942. في المراحل الأخيرة من الحرب، تم حل الوحدة ونقل أفرادها إلى فيلق لاتفيا.